# Верхнезундов
Верхнезундов — хутор в Орловском районе Ростовской области. Входит в состав Островянского сельского поселения.
Основан в конце XIX века как временное поселение Верхне-Зундовское на землях калмыцкой станицы Иловайской.
Население — 125 (2010)

## Название
Название хутора сложносоставное и отсылает к расположению хутора при балке Зундова чуть выше хутора Нижнезундов.
Название балки Зундова, скорее всего, производно от калмыцкого имени Зунда, которое в свою очередь имеет тибетское происхождение и означает "нравственность".

## История
Основан в конце XIX века как временное поселение Верхне-Зундовское на землях калмыцкой станицы Иловайской. Согласно данным первой Всероссийской переписи населения 1897 года в поселении Верхне-Зундовском проживало 186 душ мужского и 156 женского пола. Согласно Алфавитному списку населённых мест области войска Донского 1915 года издания в поселении насчитывалось 52 двора, в которых проживало 201 душ мужского и 193 души женского пола.
Согласно первой Всесоюзной переписи населения 1926 года население хутора составило 658 человек, из них украинцев — 604, великороссов — 40. Калмыки в хуторе не проживали. На момент переписи хутор входил в состав Островянского сельсовета Пролетарского района Сальского округа Северо-Кавказского края.

## География
Верхнезундов расположен в пределах Сальско-Манычской гряды Ергенинской возвышенности, являющейся частью Восточно-Европейской равнины, при балке Зундова (левый приток Большой Куберле), на высоте 70 метров над уровнем моря. Рельеф местности холмисто-равнинный. В балке Зундова имеется пруд. Почвы — чернозёмы южные. Почвообразующие породы — глины и суглинки.
По автомобильной дороге расстояние до Ростова-на-Дону составляет 270 км, до районного центра посёлка Орловский — 30 км, до административного центра сельского поселения хутора Островянский — 7 км.
Часовой пояс
Верхнезундов, как и вся Ростовская область, находится в часовой зоне МСК (московское время). Смещение применяемого времени относительно UTC составляет +3:00.

### Улицы
- ул. Колхозная,
- ул. Майская,
- ул. Победы,
- пер. Водный,
- пер. Кооперативный.

## Население
Динамика численности населения
| 1897 | 1915 | 1926 | 2002 |
| ---- | ---- | ---- | ---- |
| 342  | 394  | 658  | 172  |

| 2010 |
| ---- |
| 125  |

### Известные люди
В хуторе родился Рыбалка, Алексей Васильевич — Герой Советского Союза.